# Damon Lindelof
Damon Laurence Lindelof é um roteirista e produtor de cinema e televisão estadunidense, e mais recentemente conhecido por ser co-criador e produtor executivo da famosa série Lost. Ele também escreveu e produziu Crossing Jordan, e escreveu roteiros para Nash Bridges, Wasteland, e para a antológica série da MTV Undressed. Antes disso, trabalhava revisando roteiros para os estúdios da Paramount, Fox, e Alan Ladd. Como showrunner, destacou-se com as produções The Leftovers e Watchmen, ambas da HBO.

## Produções como showrunner
- Crossing Jordan (2001-2004)
- Lost (2004-2010)
- The Leftovers (2014-2017)
- Watchmen (2019)[1] [2]